# Raduń (powiat choszczeński)

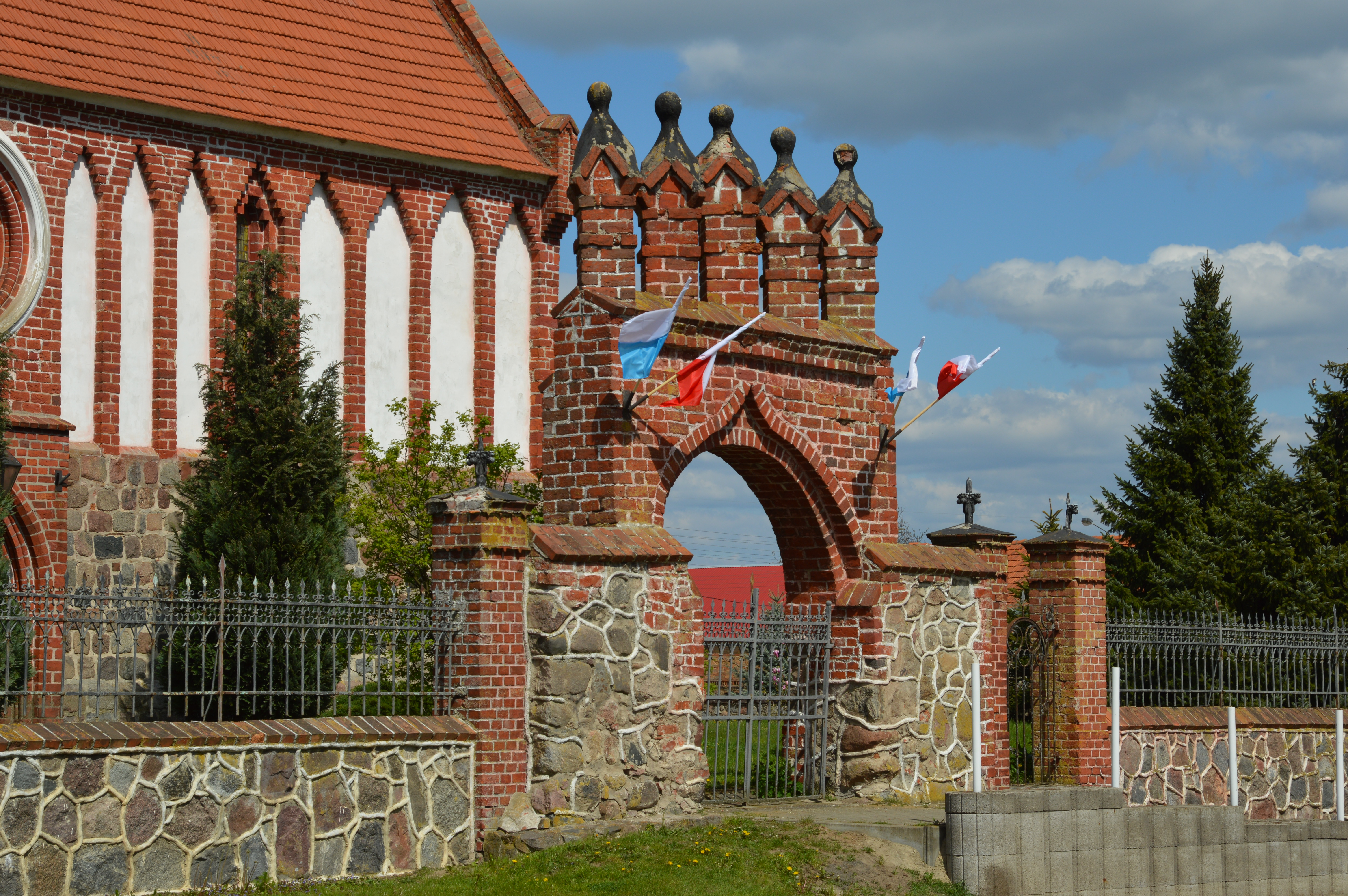
Zabytkowa bramka cmentarna z XIV w.

Raduń (niem. Radun) – wieś sołecka w Polsce położona w województwie zachodniopomorskim, w powiecie choszczeńskim, w gminie Choszczno. W latach 1975–1998 miejscowość należała administracyjnie do województwa gorzowskiego. W roku 2007 wieś liczyła 274 mieszkańców.

## Geografia
Wieś leży ok. 5 km na południowy wschód od Choszczna, przy drodze wojewódzkiej nr 160, między Choszcznem a Zieleniewem.

## Historia
W VIII i IX wieku grupy Pomorzan osiedliły się nad rzeką Stobnicą i cągiem jezior rynnowych koło Choszczna. Powstawały niewielkie osady, których bezpieczeństwa strzegł gród nad jeziorem Raduń. W latach 1237–1269 tereny obecnej wsi należały do joannitów, następnie przeszły w posiadanie rodziny von Wedel, którzy byli lennikami margrabiów brandenburskich. Pierwsza wzmianka o wsi pochodzi z 1315 r., kiedy to wymieniono rycerza Mikołaja de Radun, lennika Wedlów, jako świadka układu między Pełczycami i cysterkami. Wieś stopniowo przechodziła na własność Choszczna. W 1441 roku na własność wieś przejęli Krzyżacy. W 1445 i 1470 roku Choszczno odkupiło Raduń. W czasie wojny trzydziestoletniej w 1637 roku, wieś została częściowo zniszczona przez wojska szwedzkie. Raduń odbudowano na pocz. XVIII wieku.

## Zabytki
Do wojewódzkiego rejestru zabytków wpisane są:
- kościół pod wezwaniem Matki Boskiej Szkaplerznej z XIII/XIV wieku, przebudowany w XIX wieku, nr rej.: A-659 z 5.07.1958 i z 13.07.2010. Obecnie kościół parafialny, rzymskokatolicki należący do dekanatu Choszczno, archidiecezji szczecińsko-kamieńskiej, metropolii szczecińsko-kamieńskiej. Współcześnie świątynia posiada częściowo XIII wieczne mury, przebudowa w XIX wieku nadała jej cechy neogotyckie, dobudowano wówczas ceglaną, strzelistą wieżę, w dolnej partii czworoboczną, wyżej ośmioboczną, nakrytą hełmem wiciowym, elewacje wieży zdobią niewielkie maszkarony. Wschodnia ściana kościoła zachowała wczesnogotycki szczyt, boczne zaś są gęsto żłobione wąskimi blendami, w południowej uskokowy portal i rozeta[5]. We wnętrzu znajduje się późnobarokowy ołtarz oraz XVII wieczny dzwon. Od strony północnej parcela obsadzona wiązami, jesionami, i lipami
  - dawny cmentarz przy kościele, nieczynny, nr rej. j.w.,
  - ogrodzenie z wczesnorenesansową bramą z pięcioma sterczynami, murowane z cegły ceramicznej, z XIV wieku, znajduje się po południowej stronie świątyni, nr rej. j.w.

inne zabytki:
- figura Matki Boskiej na postumencie dawnego pomnika ofiar pierwszej wojny światowej, ulokowana jest przy rozwidleniu dróg.

## OSP
W Raduniu jest jednostka Ochotniczej Straży Pożarnej.

## Kultura i sport
Ludowy Klub Sportowy we wsi to "Korona" Raduń.
18 dołkowe pole golfowe znajduje się nad brzegiem jeziora Raduń położonego około 1,5 km na południowy zachód od Radunia.